# Playing Games
Playing Games è un singolo della cantante statunitense Summer Walker, pubblicato il 23 agosto 2019 come primo estratto dal suo album in studio di debutto Over It.
Il brano, che contiene un'interpolazione di Say My Name delle Destiny's Child, nella sua versione estesa vede la partecipazione del cantante statunitense Bryson Tiller.

## Tracce
1. Playing Games – 2:23